# Simulium vulcanoae
Simulium vulcanoae es una especie de insecto del género Simulium, familia Simuliidae, orden Diptera.

## Distribución
Se distribuye por México.

## Taxonomía
Fue descrita científicamente por Diaz Najera, 1969.